# Repojärvi (sjö i Lappland, lat 66,78, long 24,38)
Repojärvi är en sjö i Finland. Den ligger i kommunen Pello i landskapet Lappland, i den norra delen av landet, 700 km norr om huvudstaden Helsingfors. Repojärvi ligger 112,4 meter över havet. Den är 11,92 meter djup. Arean är 1,18 kvadratkilometer och strandlinjen är 6,85 kilometer lång. Sjön  ingår i Torne älvs huvudavrinningsområde. 